# Aeroportul Internațional Louis Armstrong New Orleans
Aeroportul Internațional Louis Armstrong New Orleans (IATA: MSY, ICAO: KMSY, FAA LID: MSY) este un aeroport din Kenner⁠(d), Parohia Jefferson, Louisiana, Statele Unite ale Americii ce deservește zona New Orleans. Aeroportul a fost tranzitat în 2023 de 12.738.847 de pasageri. A fost deschis în octombrie 1944 și numit după Louis Armstrong.
Situat la o altitudine de 1 m, aeroportul dispune de 2 piste. Este operat de New Orleans.

## Infrastructură

### Piste
Aeroportul dispune de 2 piste. Pista 02/20 are suprafața de beton și dimensiunile 7.001 picioare × 150 picioare. Pista 11/29 are suprafața de beton și dimensiunile 10.104 picioare × 150 picioare. 